# Orkun Kökçü
Orkun Kökçü, né le 29 décembre 2000 à Haarlem aux Pays-Bas, est un footballeur international turc qui évolue au poste de milieu axial au Beşiktaş JK, en prêt du SL Benfica.

## Carrière

### En club

#### Débuts au Feyenoord Rotterdam (2014-2023)
Né à Haarlem aux Pays-Bas, Orkun Kökçü est formé au FC Groningue, avant de rejoindre le centre de formation du Feyenoord Rotterdam en 2014. Il signe son premier contrat professionnel le 20 mars. Orkun Kökçü joue son premier match en professionnel le 27 septembre 2018, à l'occasion d'une rencontre de Coupe des Pays-Bas face au modeste club du VV Gemert. Titularisé ce jour-là, il inscrit également son premier but en professionnel, contribuant à la victoire de son équipe par quatre buts à zéro.
Il joue son premier match en Eredivisie le 9 décembre 2018, contre le FC Emmen. Il se met alors en évidence en inscrivant un but, permettant à son équipe de l'emporter 1-4 à l’extérieur. Kökçü inscrit un total de trois buts lors de sa première saison en Eredivisie. 
Lors de la saison 2019-2020, il participe à la phase de groupe de la Ligue Europa avec le Feyenoord (cinq matchs joués).
Après le départ de Jens Toornstra (capitaine du Feyenoord lors de la saison précédente) au FC Utrecht, l'entraîneur Arne Slot prend la décision de confier le capitanat à Orkun, le 2 septembre 2022. Un mois et demi plus tard, ce dernier y renonce temporairement car il refuse de porter un brassard aux couleurs du drapeau LGBT « pour des raisons religieuses ».

#### Départ au Portugal, Benfica (depuis 2023)
Le 10 juin 2023, il quitte Feyenoord et s'engage au SL Benfica jusqu'en 2028 pour un montant de 25 millions d'euros.
Kökçü inscrit son premier but pour Benfica le 2 septembre 2023, lors d'une rencontre de championnat face au Vitória SC. Titularisé, il participe à la victoire de son équipe par quatre buts à zéro.
Le 19 septembre 2024, Kökçü marque son premier but en Ligue des champions, lors d'une rencontre de phase de groupe contre l'Étoile rouge de Belgrade. Titulaire ce jour-là, il participe à la victoire de son équipe par deux buts à un.

### En sélection nationale
Orkun Kökçü évolue pendant plusieurs années avec les équipes de jeunes des Pays-Bas. 
Avec l'équipe des Pays-Bas des moins de 18 ans (nl), il est l'auteur d'un doublé lors d'un match amical contre l'Irlande (nl), le 11 novembre 2017. Il délivre également, à cette occasion, une passe décisive. Les Néerlandais s'imposent sur le très large score de huit buts à zéro.
Avec l'équipe des Pays-Bas des moins de 19 ans, il inscrit trois buts : deux buts lors de matchs amicaux contre l'Allemagne et la République tchèque (en), et enfin un but lors des éliminatoires du championnat d'Europe, face aux îles Féroé (en). Il officie également à trois reprises comme capitaine lors des éliminatoires de l'Euro.
En juillet 2019, il fait finalement le choix de représenter la Turquie. Il songeait à prendre cette décision depuis longtemps. Il fait sa première apparition avec l'équipe de Turquie espoirs le 6 septembre 2019, contre l'Angleterre. Titulaire lors de cette rencontre perdue par la Turquie sur le score de trois buts à deux, il se met en évidence en délivrant une passe décisive.
Orkun Kökçü honore sa première sélection avec l'équipe nationale de Turquie le 6 septembre 2020 contre la Serbie. Il est titularisé lors de cette rencontre où les deux équipes se neutralisent (0-0).
En juin 2021, Kökçü est retenu dans la liste des 26 joueurs turcs pour disputer l'Euro 2020.
Le 7 juin 2024, il figure dans la liste définitive des 26 joueurs sélectionnés par Vincenzo Montella pour disputer  l'Euro 2024.

## Vie personnelle
Né aux Pays-Bas, Orkun Kökçü est d'ascendances Azeri et turque de la région Afyonkarahisar (emirdag). Son grand-frère Ozan (en) est également footballeur.

## Statistiques
| Saison                | Club                  | Championnat           | Championnat | Championnat | Championnat | Coupe nationale | Coupe nationale | Coupe nationale | Coupe de la Ligue | Coupe de la Ligue | Coupe de la Ligue | Supercoupe | Supercoupe | Supercoupe | Compétition(s) continentale(s) | Compétition(s) continentale(s) | Compétition(s) continentale(s) | Compétition(s) continentale(s) | Barrages | Barrages | Barrages | Coupe du monde des clubs | Coupe du monde des clubs | Coupe du monde des clubs | Turquie | Turquie | Turquie | Total | Total | Total |
| Saison                | Club                  | Division              | M.          | B.          | P.d.        | M.              | B.              | P.d.            | M.                | B.                | P.d.              | M.         | B.         | P.d.       | Comp.                          | M.                             | B.                             | P.d.                           | M.       | B.       | P.d.     | M.                       | B.                       | P.d.                     | M.      | B.      | P.d.    | M.    | B.    | P.d.  |
| 2018-2019             | Feyenoord Rotterdam   | Eredivisie            | 11          | 3           | 4           | 1               | 1               | 0               | -                 | -                 | -                 | -          | -          | -          | -                              | -                              | -                              | -                              | -        | -        | -        | -                        | -                        | -                        | -       | -       | -       | 12    | 4     | 4     |
| 2019-2020             | Feyenoord Rotterdam   | Eredivisie            | 22          | 2           | 4           | 4               | 0               | 0               | -                 | -                 | -                 | -          | -          | -          | C3                             | 9                              | 1                              | 2                              | -        | -        | -        | -                        | -                        | -                        | -       | -       | -       | 35    | 3     | 6     |
| 2020-2021             | Feyenoord Rotterdam   | Eredivisie            | 24          | 3           | 2           | 1               | 0               | 0               | -                 | -                 | -                 | -          | -          | -          | C3                             | 6                              | 1                              | 0                              | 2        | 0        | 0        | -                        | -                        | -                        | 7       | 0       | 1       | 40    | 4     | 3     |
| 2021-2022             | Feyenoord Rotterdam   | Eredivisie            | 32          | 7           | 9           | 1               | 0               | 0               | -                 | -                 | -                 | -          | -          | -          | C4                             | 18                             | 2                              | 0                              | -        | -        | -        | -                        | -                        | -                        | 9       | 1       | 2       | 60    | 10    | 11    |
| 2022-2023             | Feyenoord Rotterdam   | Eredivisie            | 32          | 8           | 2           | 4               | 1               | 0               | -                 | -                 | -                 | -          | -          | -          | C3                             | 10                             | 3                              | 2                              | -        | -        | -        | -                        | -                        | -                        | 6       | 1       | 2       | 52    | 13    | 6     |
| Sous-total            | Sous-total            | Sous-total            | 121         | 23          | 21          | 11              | 2               | 0               | -                 | -                 | -                 | -          | -          | -          | -                              | 43                             | 7                              | 4                              | 2        | 0        | 0        | -                        | -                        | -                        | 22      | 2       | 5       | 199   | 34    | 30    |
| 2023-2024             | Benfica Lisbonne      | Liga Portugal         | 27          | 7           | 8           | 4               | 0               | 0               | 2                 | 0                 | 0                 | 1          | 0          | 1          | C1+C3                          | 5+4                            | 0+0                            | 0+0                            | -        | -        | -        | -                        | -                        | -                        | 11      | 0       | 1       | 54    | 7     | 10    |
| 2024-2025             | Benfica Lisbonne      | Liga Portugal         | 33          | 7           | 7           | 3               | 1               | 0               | 3                 | 0                 | 0                 | -          | -          | -          | C1                             | 12                             | 5                              | 0                              | -        | -        | -        | 4                        | 0                        | 2                        | 9       | 1       | 1       | 64    | 14    | 10    |
| Sous-total            | Sous-total            | Sous-total            | 60          | 14          | 15          | 7               | 1               | 0               | 5                 | 0                 | 0                 | 1          | 0          | 0          | -                              | 21                             | 5                              | 0                              | 0        | 0        | 0        | 4                        | 0                        | 2                        | 20      | 1       | 2       | 118   | 21    | 19    |
| 2025-2026             | Besiktas JK (prêt)    | Süper Lig             | 1           | 0           | 0           | 0               | 0               | 0               | -                 | -                 | -                 | -          | -          | -          | C3+C4                          | 1+2                            | 0                              | 0                              | -        | -        | -        | -                        | -                        | -                        | 0       | 0       | 0       | 4     | 0     | 0     |
| Total sur la carrière | Total sur la carrière | Total sur la carrière | 181         | 37          | 36          | 18              | 3               | 0               | 5                 | 0                 | 0                 | 1          | 0          | 1          | -                              | 67                             | 12                             | 4                              | 2        | 0        | 0        | 4                        | 0                        | 2                        | 42      | 3       | 7       | 320   | 55    | 50    |

## Palmarès

### En club
| Feyenoord Rotterdam - Supercoupe des Pays-Bas - Vainqueur en 2018 - Championnat des Pays-Bas - Champion en 2023 🇵🇹 SL Benfica ● Coupe de la Ligue Portugaise 2025 ● Supercoupe du Portugal 2023 |